# كريس سميث (لاعب كرة سلة مواليد 1987)
كريس سميث (بالإنجليزية: Chris Smith)‏ مواليد 13 أكتوبر 1987 في نيوجيرسي، هو لاعب كرة سلة أمريكي. بدأ مسيرته الاحترافية في سنة 2012. يبلغ طوله 6 قدم 2 بوصة (1.9 م). لعب مع نيويورك نيكس وإري بايهوكس.

## روابط خارجية
- كريس سميث على موقع إن بي أي (الإنجليزية)
- كريس سميث على موقع سبورتس رفرنس (الإنجليزية)
- كريس سميث على موقع كرة السلة الأوروبية.كوم (الإنجليزية)
- كريس سميث على موقع كلية كرة السلة في سبورتس رفرنس.كوم (الإنجليزية)
- كريس سميث على موقع ريلجم (الإنجليزية)
- كريس سميث على موقع بروبوليرز (الإنجليزية)
- كريس سميث على موقع سبورتس رفرنس (الإنجليزية)